# Neil Clairmont
Pour les articles homonymes, voir Clairmont.
Neil Patrick Clairmont (né le 16 mai 1947 à Parry Sound, dans la province de l'Ontario au Canada) est un joueur professionnel de hockey sur glace canadien.

## Biographie
Un natif de Parry Sound en Ontario, Neil Clairmont apprend le hockey dans sa ville natale où il côtoie Bobby Orr et remporte plusieurs titres. En 1963, il est sélectionné par les Maple Leafs de Toronto lors du premier repêchage organisé par la Ligue nationale de hockey. Il continue son développement au sein d'équipes juniors affiliées aux Maple Leafs parmi lesquelles les Marlboros de Toronto et les Nationals de London de l'Association de hockey de l'Ontario avant de finir sa dernière saison en junior avec les Petes de Peterborough. Sur le point d'être assigné par Toronto aux Rockets de la Floride de l'Eastern Hockey League (EHL), Clairmont rejoint finalement sur les conseils de son frère aîné Wayne les Dixie Flyers de Nashville de la même ligue. Il y joue deux saisons et dispute la finale de la Coupe Lockhart en 1969, perdue face aux Comets de Clinton. Il retourne ensuite dans sa ville natale où il travaille pour Molson et joue en ligue amateur. En 1970, il accepte la proposition de son ancien coéquipier Cliff Pennington de jouer pour les Oak Leafs de Des Moines de la Ligue internationale de hockey. Échangé en cours de saison aux Flags de Port Huron, il finit l'année en EHL avec Nashville. Après une nouvelle saison en EHL, il est signé par les Bruins de Boston sur les recommandations de son ami d'enfance Bobby Orr pour évoluer avec leur club-école en Ligue américaine de hockey, les Braves de Boston. Il reste deux saisons avec Boston, la première étant marquée par une fracture d'un os de la jambe droite. Il rejoint ensuite les Dusters de Broome County de la North American Hockey League dont son frère Wayne est l'entraîneur-chef. En 1977, il met un terme à sa carrière. Il continue alors de résider à Binghamton où il travaille pour une compagnie de transport routier jusqu'en 2005.

## Statistiques en carrière
| Saison    | Équipe                                      | Ligue   |    | Saison régulière | Saison régulière | Saison régulière | Saison régulière | Saison régulière |    | Séries éliminatoires | Séries éliminatoires | Séries éliminatoires | Séries éliminatoires | Séries éliminatoires |
| Saison    | Équipe                                      | Ligue   | PJ | B                | A                | Pts              | Pun              | PJ               | B  | A                    | Pts                  | Pun                  |                      |                      |
| 1964-1965 | Marlboros de Toronto                        | AHO     | 1  | 0                | 0                | 0                | 0                | -                | -  | -                    | -                    | -                    |                      |                      |
| 1965-1966 | Nationals de London                         | AHO     | 47 | 16               | 15               | 31               | 57               | -                | -  | -                    | -                    | -                    |                      |                      |
| 1966-1967 | Nationals de London                         | AHO     | 7  | 1                | 2                | 3                | 19               | -                | -  | -                    | -                    | -                    |                      |                      |
| 1966-1967 | Petes de Peterborough                       | AHO     | 33 | 5                | 6                | 11               | 32               | -                | -  | -                    | -                    | -                    |                      |                      |
| 1967-1968 | Dixie Flyers de Nashville                   | EHL     | 72 | 35               | 27               | 62               | 74               | 4                | 2  | 1                    | 3                    | 5                    |                      |                      |
| 1968-1969 | Dixie Flyers de Nashville                   | EHL     | 72 | 29               | 42               | 71               | 45               | 14               | 11 | 7                    | 18                   | 4                    |                      |                      |
| 1969-1970 | Flyers de Barrie                            | AHO Sr. |    |                  |                  |                  |                  |                  |    |                      |                      |                      |                      |                      |
| 1970-1971 | Dixie Flyers de Nashville                   | EHL     | 10 | 1                | 2                | 3                | 19               | 4                | 1  | 0                    | 1                    | 14                   |                      |                      |
| 1970-1971 | Oak Leafs de Des Moines Flags de Port Huron | LIH     | 44 | 12               | 20               | 32               | 48               | -                | -  | -                    | -                    | -                    |                      |                      |
| 1971-1972 | Suns de St. Petersburg                      | EHL     | 73 | 17               | 28               | 45               | 80               | 6                | 0  | 0                    | 0                    | 0                    |                      |                      |
| 1972-1973 | Braves de Boston                            | LAH     | 45 | 10               | 8                | 18               | 45               | 6                | 0  | 0                    | 0                    | 26                   |                      |                      |
| 1973-1974 | Braves de Boston                            | LAH     | 71 | 11               | 11               | 22               | 73               | -                | -  | -                    | -                    | -                    |                      |                      |
| 1974-1975 | Dusters de Broome County                    | NAHL    | 70 | 4                | 35               | 39               | 94               | 15               | 4  | 2                    | 6                    | 14                   |                      |                      |
| 1975-1976 | Dusters de Broome County                    | NAHL    | 45 | 9                | 12               | 21               | 37               | -                | -  | -                    | -                    | -                    |                      |                      |
| 1976-1977 | Dusters de Broome County                    | NAHL    | 55 | 6                | 20               | 26               | 36               | 3                | 0  | 4                    | 4                    | 6                    |                      |                      |